# Нацвалов, Николай Георгиевич
Николай Георгиевич Нацвалов (Нацвлишвили; 1883—1919) — российский генерал-майор (1918), герой Первой мировой войны.

## Биография
Из потомственных дворян Карсской области. Окончил 3-й Московский кадетский корпус и Николаевское кавалерийское училище.
С 1910 года — поручик Тверского 16-го драгунского полка. До 1913 года перевёлся в Читинский 1-й казачий полк, в 1914 году произведён в подъесаулы.

### Первая мировая война
Участник Первой мировой войны с 1914 года, в том же полку. Командовал 4-й сотней.
6 января 1915 года за храбрость был награждён Георгиевским оружием:
за то, что  в бою 19 октября 1914 года под Олешно, командуя 4 и 3 сотнями, атаковал в конном строю эскадрон 11-го драгунского Прусского полка, опрокинул и преследовал его, причём было заколото и зарублено 20 человек, захвачено 3 пленных и 7 лошадей
В 1916 году за отличие был произведён в войсковые старшины.
5 ноября 1916 года за храбрость был награждён орденом Святого Георгия 4-й степени:
за то, что, будучи в чине подъесаула, командуя разведывательной сотней и имея задачу – разведку противника в районе посада Щерцов в прорыве между армиями – в течение 4-х дней вёл непрерывную разведку в 14 верстах впереди нашего фронта, будучи окружён разъездами и пехотой противника, доставлял крайне важные сведения, послужившие основанием для перегруппировки
В 1917 году произведён в полковники, командовал одним из гусарских полков.

### Гражданская война
С началом Гражданской войны был начальником штаба Особого Маньчжурского отряда атамана Григория Семёнова, командовал 1-й Сводной Маньчжурской атамана Семёнова дивизией. С 8 декабря 1918 года до своей смерти командовал 5-м Приамурским армейским корпусом.
25 мая 1919 года по официальной версии покончил жизнь самоубийством во время командировки, на самом деле убит семёновцами.
Жена Нацвалова — Зинаида Александровна, была похищена семёновцами и убита 24 апреля 1919 года.

## Награды
- Орден Святой Анны 4-й степени «За храбрость» (1915)
- Орден Святого Станислава 3-й степени (1910, с мечами с бантом к сему ордену в 1917 году)
- Орден Святой Анны 3-й степени (1915)
- Георгиевское оружие (ВП 6.1.1915)
- Орден Святого Станислава 2-й степени с мечами (1916)
- Орден Святого Георгия 4-й степени (ВП 5.11.1916)
- Орден Святой Анны 2-й степени с мечами (1917)